# Orubesa perforata
Orubesa perforata är en skalbaggsart som beskrevs av Edmund Reitter 1895. Orubesa perforata ingår i släktet Orubesa och familjen Hybosoridae. Inga underarter finns listade i Catalogue of Life.